# 弗朗茨·弗拉尼茨基
弗朗茨·弗拉尼茨基（德語：Franz Vranitzky，發音：[fʁants vʁaˈnɪtski]；1937年10月4日—），奥地利政治家，前奥地利社会民主党(SPÖ)领袖，1986年至1997年任奥地利总理。

## 生平
弗拉尼茨基父亲是维也纳17区一名铸造厂工人，1960年在格比乐嘉瑟实科中学学习经济学并毕业。此后作为一名建筑工人，学习了拉丁语和英语。
弗拉尼茨基年轻时是奥地利国家篮球队球员，还获得1960年罗马夏季奥运会的参赛资格。1962年他加入奥地利社会民主党，同年与克里斯滕（Christine Christen）结婚，生有两个孩子。
1961年弗拉尼茨基进入西门子-舒克特公司，后跳槽到奥地利国家银行。1969年，他获得了国际商业研究博士学位。次年，财政部长汉内斯·安德罗施任命他为经济和金融顾问。1976 - 1981年弗拉尼茨基担任信贷银行（Creditanstalt-Bankverein）副行长，1981 - 1984年任行长。
1984年，弗拉尼茨基担任弗雷德·西诺瓦茨联合政府的财政部长。在1986年的总统选举，西诺瓦茨总理强烈反对前联合国秘书长库尔特·瓦尔德海姆竞选总统，6月8日，当瓦尔德海姆当选后，西诺瓦茨辞去了总理职务，提出弗拉尼茨基作为他的继任者。
1986年6月16日，弗拉尼茨基继任新总理，执掌与自由党的联合政府。不久，9月13日激进的约尔格·海德尔当选自由党主席，副总理诺伯特·史提格辞职，弗拉尼茨基终结与自由党的合作，解散议会重新举行大选。
在随后于1986年11月23日举行的选举中，虽然自由党仍然强势，但弗拉尼茨基与基督教民主党组成新联盟，由该党的阿洛伊斯·莫克担任副总理和外交部长，于1987年1月组成新一届政府。1988年，弗拉尼茨基接替西诺瓦茨任社民党主席。
在其任期内，冷战结束，弗拉尼茨基进一步发展与东欧国家的关系。他与外交部长阿洛伊斯·莫克是加入欧盟有力的倡导者。1994年6月12日，奥地利举行全民公投，66%支持加入欧盟，由此奥地利在1995年1月加入欧盟。在党派政治中，弗拉尼茨基与约尔格·海德尔的自由党保持着距离。
1997年1月，弗拉尼茨基辞去总理和党主席，由他的财政部长维克托·克利马接任。
离职后，弗拉尼茨基在1997年3月到10月担任欧洲安全与合作组织驻阿尔巴尼亚代表，返回之前他进入银行业，担任西德意志国家银行（WestLB）的政治顾问。12月，他当选为汽车供应商麦格纳国际理事会理事，后来还担任旅游公司途易（TUI）和魔法生活酒店的理事。
2005年6月，他捐赠的肾给他的妻子克里斯汀，因为她患有慢性肾功能衰竭。

## 延伸阅读
- Wilsford, David, ed. Political leaders of contemporary Western Europe: a biographical dictionary (Greenwood, 1995) pp. 465-73.

| 官衔                     | 官衔                     | 官衔                   |
| ------------------------ | ------------------------ | ---------------------- |
| 前任者： 赫伯特·萨尔切   | 奥地利财政部长 1984–1986 | 繼任者： 费迪南·拉西纳 |
| 前任者： 弗雷德·西诺瓦茨 | 奥地利总理 1986–1997     | 繼任者： 维克托·克利马 |
| 政党职务                 |                          |                        |
| 前任者： 弗雷德·西诺瓦茨 | 社会民主党主席 1988–1997 | 繼任者： 维克托·克利马 |